# Frances Bonker
 Frances Bonker ( 1904 - 1981 [cita requerida]) fue una botánica y escritora estadounidense, apasionada por la historia y por los cactos.
Siempre publicó sus identificaciones y nombramientos de nuevas especies en coautoría con su colega John James Thornber (1872-1962).

## Algunas publicaciones

### Libros
- frances Bonker. 1950. The mad dictator: a novel of Adolph Hitler. Editor Chapman & Grimes, 262 pp.

- john j. Thornber, frances Bonker. 1932. The Fantastic Clan: the Cactus Family. 194 pp., 53 figs. The Macmillan Company. NY.

- frances Bonker. 1931. Sage of the Desert & Other Cacti Studies. Stratford Co. ISBN 1-135-39837-2
- La abreviatura «Bonker» se emplea para indicar a Frances Bonker como autoridad en la descripción y clasificación científica de los vegetales.[1]

Publicó sus 16 nuevas especies () en Cactaceae (Backeberg), Fantast. Clan, Cacti Ariz.